# Katedra Niepokalanego Poczęcia w Pekinie
Katedra Niepokalanego Poczęcia (chiń. 宣武门天主堂; pinyin Xuānwǔmén Tiānzhǔtáng), nazywana również popularnie Nantang (南堂; dosł. Katedra Południowa) – katedra znajdująca się przy ulicy Xuanwumen w Pekinie, niedaleko południowo-zachodniego krańca placu Tian’anmen. Jest najstarszą pekińską świątynią katolicką, największym kościołem w mieście i głównym kościołem Patriotycznego Stowarzyszenia Katolików Chińskich.
Katedrę wzniesiono w 1650 roku w miejscu domu, w którym mieszkał jezuicki misjonarz Matteo Ricci. Jej budowę nadzorował niemiecki misjonarz Johann Adam Schall von Bell. Wcześniej, od 1605 roku, działała w tym domu kaplica. Budowę świątyni upamiętnia znajdująca się do dziś w przykościelnym ogrodzie stela z inskrypcją o treści "Katedra zbudowana z cesarskiego rozkazu". Siedem lat później budynek został przebudowany. W 1690 roku, po utworzeniu diecezji pekińskiej, kościół podniesiono do rangi katedry. Zniszczona w wyniku pożaru w 1775 roku, została następnie odbudowana.
Zamknięta w 1827 roku, w okresie prześladowań cudzoziemców, jako jedyny z katolickich kościołów w Pekinie ocalała wówczas od zniszczenia. Otwarta ponownie po II wojnie opiumowej w 1860 roku.
Zburzona w czasie powstania bokserów, została odbudowana w 1904 roku w stylu neobarokowym.
W okresie rewolucji kulturalnej jako jedyna z katolickich świątyń w stolicy Chin nie została zamknięta, dostęp do niej mieli jednak jedynie przedstawiciele korpusu dyplomatycznego i nieliczni cudzoziemcy. Dla wiernych została otwarta ponownie w 1979 roku.
Nabożeństwa w katedrze odprawiane są w języku chińskim, angielskim i po łacinie.